# Emanuel Max von Wachstein

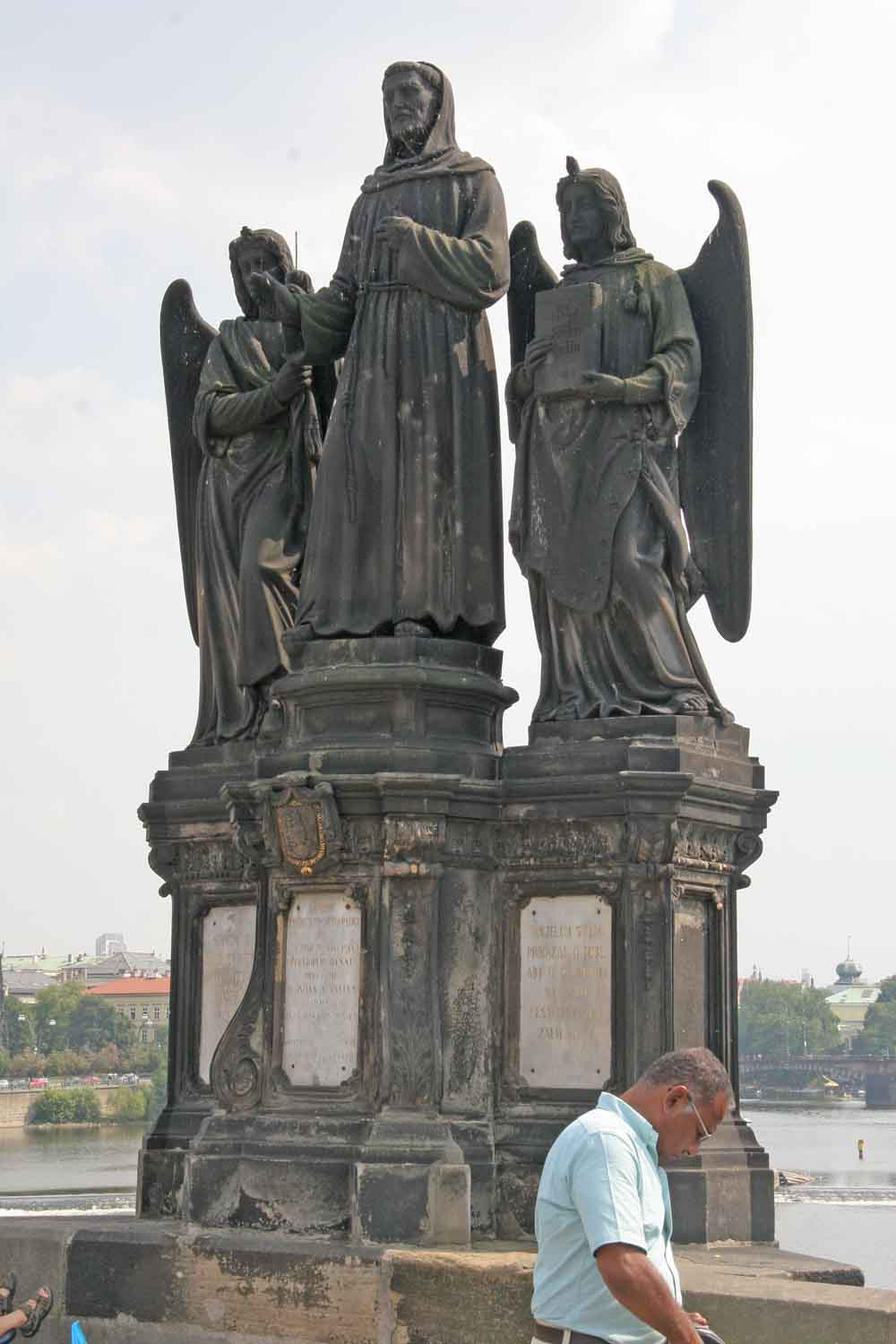
Hl. Franz von Assisi, 1855

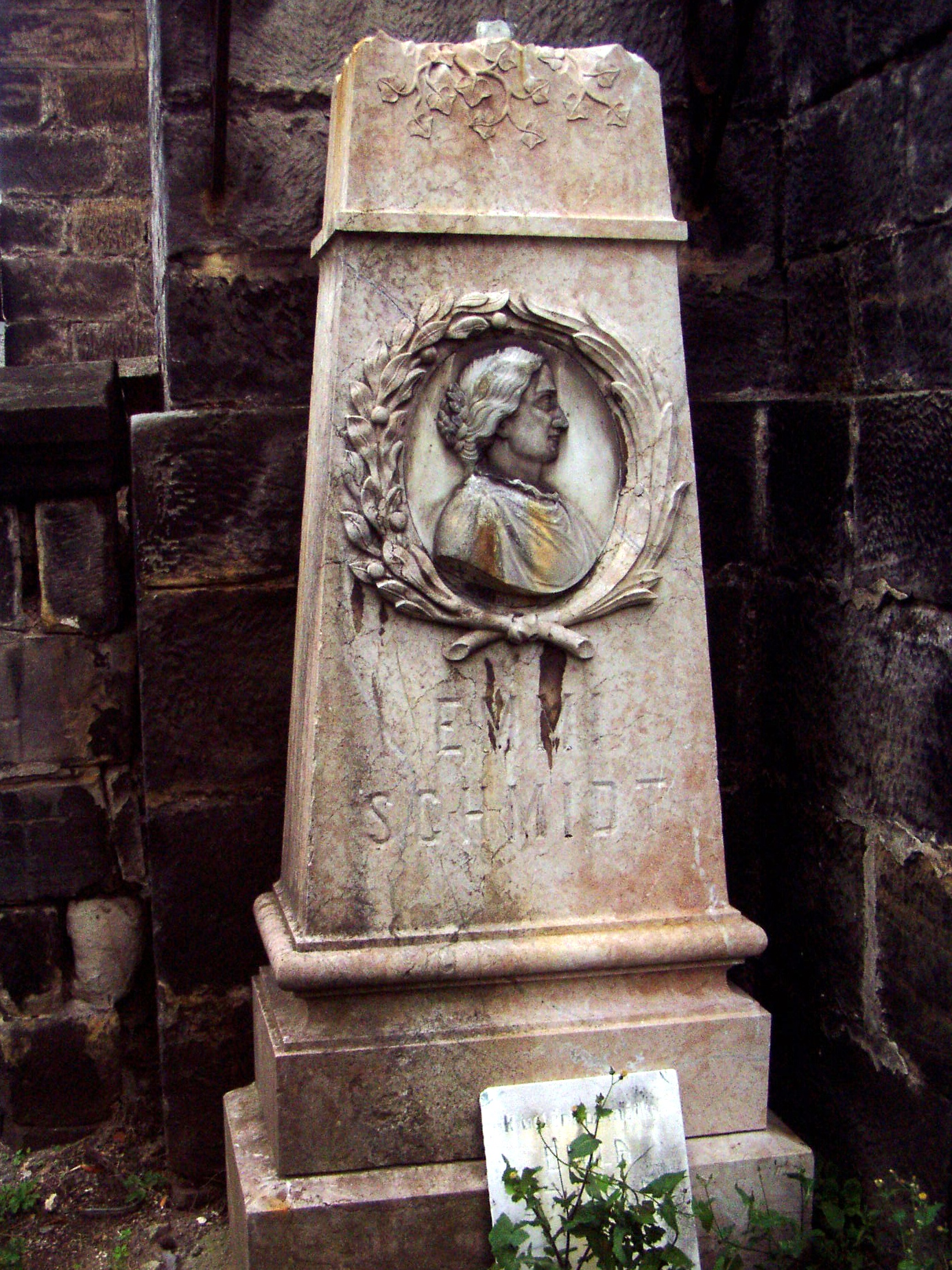
Grabmal für Emilie Schmidt, 1866

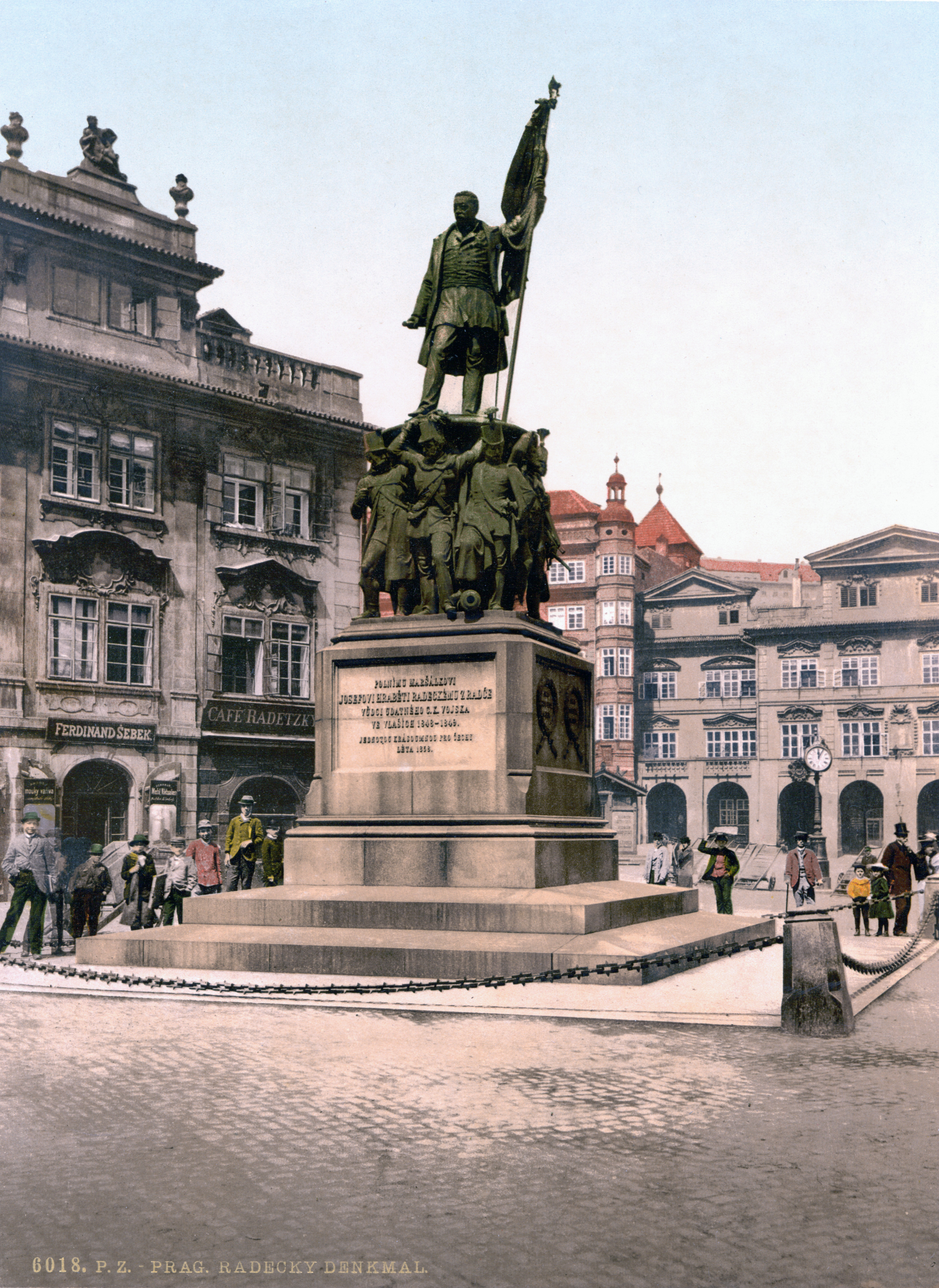
Denkmal für Feldmarschall Radetzky, um 1890

Emanuel Max Ritter von Wachstein (* 19. Oktober 1810 in Bürgstein; † 22. Februar 1901 in Prag) war ein böhmischer Bildhauer.

## Leben
Max entstammte der Bildhauer- und Malerdynastie Max, die auch für die seine handwerkliche Ausbildung sorgte. Darüber hinaus erhielt er Kunstunterricht von namhaften Persönlichkeiten wie Joseph von Führich, Joseph Bergler und Leopold Kupelwieser. Im Alter von 27 Jahren modellierte er die Porträtbüste aus Marmor des Wolfgang Amadeus Mozart für das Clementinum in Prag. Im Jahr darauf schuf er die Statue des Schutzgeistes von Österreich für das Denkmal der Tiroler Landesverteidiger in der Hofkirche zu Innsbruck. Eine ausgedehnte Studienreise führte Max nach Italien, wo er sich in den Jahren von 1839 bis 1847 als Stipendiat in Rom aufhielt.
Ab 1850 ist Max als selbstständiger Künstler in Prag nachgewiesen. Die Figur von Johannes dem Täufer auf dem um 1846 hergestellten Deckel des Taufbeckens der Teynkirche stammt als eines der ersten eigenständigen Werke aus seinem Atelier.
In den Jahren von 1855 bis 1859 schuf er drei steinerne Figurengruppen von Heiligen und Patronen für die Karlsbrücke. Neben einer hohen Anzahl an Bildnisbüsten und Statuen für die Stadt Prag und deren Umgebung entstanden auch vier Monumentalstatuen für die Feldherrenhalle des Heeresgeschichtlichen Museums in Wien. 1893 veröffentlichte Emanuel Max eine Autobiografie unter dem Titel 82 Lebensjahre. Im Februar 1876 wurde er durch Kaiser Franz Joseph mit dem Orden der Eisernen Krone und mit dem Adelsprädikat „von Wachstein“ ausgezeichnet und somit in den Adelsstand erhoben. Dazu gehörte auch ein Wappen, das auf blauem Schild einen weißen Stein zeigt, aus dem eine noch unvollendete Engelsgestalt gebildet wird. Unterhalb der Figur sind mit Hammer und Meißel die Attribute der Bildhauerei zu sehen und in den Ecken vier goldene Sterne. Oberhalb des Schildes sind zwei gekrönte Ritterhelme, der eine trägt den böhmischen Löwen der andere einen goldenen und einen blauen Flügel. Das Spruchband zeigt das Motto: Wahr! Treu! Fest! Die Bedeutung des Adelsprädikats „von Wachstein“ spielt dabei zum einen auf einen Felsen in Bürgstein an, der eben diesen Namen hat und zum anderen auf die Tätigkeit des Bildhauers, der dem toten Gestein Leben einhaucht. 1901 verstarb Max hochbetagt im Alter von 90 Jahren in Prag.

## Familie
Max war ein Sohn des Malers und Bildhauers Joseph Franz Max (1765–1838), der in Bürgstein ein Haus hatte und dessen Frau Franziska (geborene Hille), einer Tochter des Faktors einer Damast- und Leinwandfabrik. Er hatte einen älteren Bruder Joseph von Max (1804–1855), der ebenfalls als Bildhauer tätig war und mit dem er bei einigen Werken zusammenarbeitete. Der Bruder hatte einen Sohn Gabriel Cornelius von Max (1840–1915), der Maler wurde. Max hatte noch drei weitere Brüder und eine Schwester, sowie zwei Geschwister, die als Kleinkinder starben. Der älteste Bruder Anton Max wurde Ökonom, Wenzel Max wurde Goldstaffierer, Joseph Bildhauer, Georg wurde Leiter der Spiegelfabrikskanzlei und Max selbst, als jüngster der Brüder wurde eher zufällig Bildhauer. Die einzige Schwester heiratete einen Optiker.

## Werke (Auszug)
- 1842: Statue Alois Klar, Carrara-Marmor, hl. Raphaelskapelle, Klars Blindeninstitut, Prag
- 1845: Statue Hl. Ludmilla von Böhmen, Carrara-Marmor, Kapelle der hl. Ludmilla, Veitsdom, Prag
- 1855: Statue Hl. Franz von Assisi, Karlsbrücke, Prag (seit den 1990er Jahren im Lapidarium des Galerie der Stadt Prag, Replik auf der Karlsbrücke)
- 1857: Statue Hl. Christophorus, 1857, Karlsbrücke, Prag (Original in Galerie der Museum der Stadt Prag, Replik auf der Karlsbrücke)
- 1858: Denkmal für Feldmarschall Josef Wenzel Radetzky, (mit Josef Max), Bronz, Lapidarium des Nationalmuseums, Prag
- 1859: Pietà, Sandstein, Karlsbrücke, Prag (Original in der Galerie der Stadt Prag)
- Denkmal für Franz Josef von Dietrichstein-Proskau-Leslie, Nikolsburg[7]
- 1861: Statue Herzog Heinrich II. von Rohan, Tirolean-Marmor, Schloss Sychrov
- 1863: Bildnisbüste Alfred Fürst Windisch-Graetz, weißer Marmor, 56 × 43 × 73 cm, Heeresgeschichtliches Museum, Wien
- 1866: Grabmal für die Primadonna Emilie Schmidt (1836–1866), Turnau
- 1867: Statue Kaiser Karl V., Carrara-Marmor, Heeresgeschichtliches Museum, Wien
- 1867: Statue Kaiser Ferdinand III., Carrara-Marmor, Heeresgeschichtliches Museum, Wien
- 1868: Statue Hieronymus von Colloredo-Mansfeld, 1868, Carrara-Marmor, Heeresgeschichtliches Museum, Wien
- 1868: Statue Feldmarschall Karl Philipp Fürst zu Schwarzenberg, Carrara-Marmor, Heeresgeschichtliches Museum, Wien